# Pertecnetato

Pertecnetato de Sodio

El anión pertecnetato (tecnetato (VII)) es un oxoanión con la fórmula química TcO4−. El anión tecnetato(VII) es un compuesto que contiene este ion. Los pertecnetatos son sales del ácido tecnético(VII). El pertecnetato es análogo al permanganato, pero tiene menor poder oxidante.
Un generador de tecnecio-99m, también conocido como cow, proporciona pertecnetato para fines médicos. Como el tecnetato (VII) puede sustituir al yodo en el Canal Simportador de Na/I en las células foliculares de la glándula tiroides, inhibe la captura de yodo en las mismas. El pertecnetato-Tc99m se usa en medicina nuclear para obtener imágenes de la glándula tiroides.[cita requerida]
El tecnetato(VII) marcado isotópicamente con Tc99m es también el marcador inyectado en el cuerpo al buscar tejido gástrico ectópico como el que se encuentra en el divertículo de Meckel. Esta técnica de imaging nuclear también se conoce como "escaneo de Meckel".[cita requerida]
Las soluciones de tecnetato(VII) reaccionan con la superficie del hierro para formar dióxido de tecnecio, en esta forma es capaz de actuar como un inhibidor de corrosión anóxida. Usando hierro en polvo se puede eliminar del agua.[cita requerida]
- Datos: Q1632520